# Nemzeti Ménesbirtok és Tangazdaság Zrt.

A Nemzeti Ménesbirtok és Tangazdaság Zrt. elődje a Mezőhegyesi Ménesbirtok Zrt. egy mezőgazdasági vállalat volt Mezőhegyesen. Jogelődje az 1784-ben II. József magyar király rendelete alapján létrehozott Császári és Királyi Ménesintézet Mezőhegyesen kezdte meg működését. Attól kezdve minden ló eredete ismert volt, ami nagy előrelépést jelentett az átgondolt lótenyésztés érdekében.  2004 márciusában privatizációval jött létre a Mezőhegyesi Állami Ménesbirtok Rt. A magyar állam az 1097/2016. (II. 29.) Korm. határozat alapján, 2016. végén 2,1 milliárd forintért visszavásárolta a tulajdonát és a 9862 hektár földbirtokot. A ménesbirtok dolgozói létszáma akkor 520-550 fő volt.
2017. január 1-jén megkezdte működését az újjászervezett Nemzeti Ménesbirtok és Tangazdaság Zrt., újraegyesítették a lótenyésztő ágazattal. Az Állami Ménes Kft. beolvadt a nemzeti Ménesbirtok és Tangazdaság Zrt-be. Kiemelt ágazata lett a szolgáltatás is (különféle lovas versenyek) és a turizmus. A ménesbirtok újjászervezésére 22 milliárd forintot fordítottak. A célkitűzés szerint Magyarország legerősebb agrárcége jön létre néhány éven belül.
2018 szeptemberében Lázár Jánost jelölték ki a mezőhegyesi Nemzeti Ménesbirtok és Tangazdaság Zrt. által ellátott állami feladatok koordinálásáért felelős kormánybiztossá.
A  Ménesbirtok és Tangazdaság szervezett bemutatókkal igyekszik megismertetni ágazatai részletes működését az érdeklődőkkel.

## Története

### Császári és Királyi Ménesintézet
A létesítendő kincstári ménes helyéül a Csanád vármegyében (ma Békés vármegyében) fekvő, kedvező földrajzi elhelyezkedésű koronauradalmat, Mezőhegyest választották ki. Az alapításához megfelelő nagyságú földbirtokot vásároltak, amelynek funkciója a ménes elhelyezése, takarmányozása és eltartása volt. 

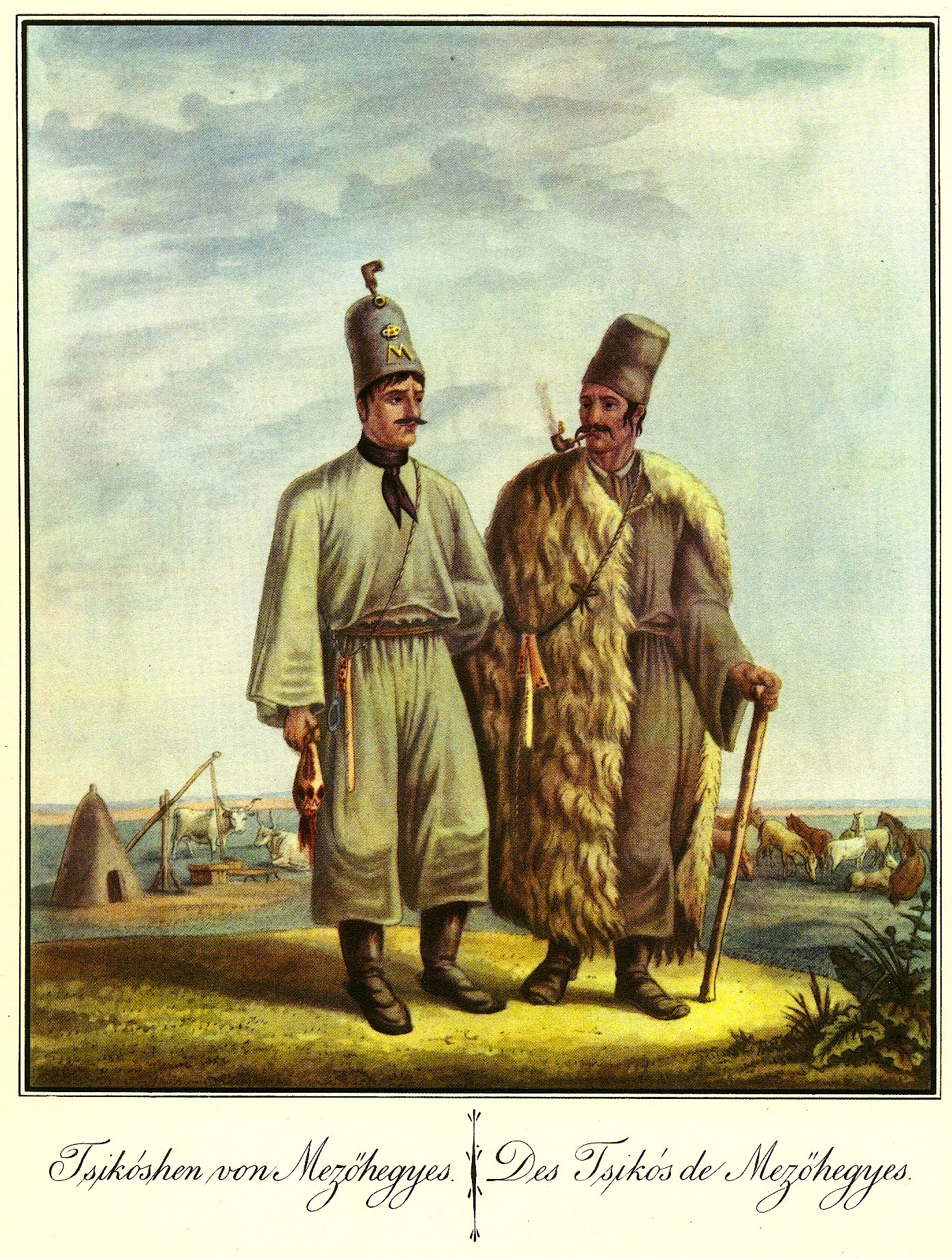
Mezőhegyesi csikósok (1821)

1784-ben a birtok 18.127 ha legelős pusztán alakult meg, kifejezetten legelőre alapozott lótenyésztés céljából 194 mén és 405 kanca tenyésztésbe állításával és a legszükségesebb, mintegy 6 hónap alatt felépített létesítményekkel (tisztek és katonák lakásai, törzsistállók, fedeles lovarda, vágóhíd, 8 nagy íves istálló stb.). Az alapítást követően a ménesbirtok területe 30.000 kataszteri hold volt. A birtoknak a lótenyésztésen kívül más gazdasági állatfajok minta-törzstenyészeteinek kialakítása és fenntartása is a feladata volt, azért hogy az ország apaállat-ellátását segítse. II. József császár a mezőhegyesi ménestelep felállításával Csekonics József vértesszázadost bízta meg és lótartalék-parancsnokká (remont-Commendant) nevezte ki.

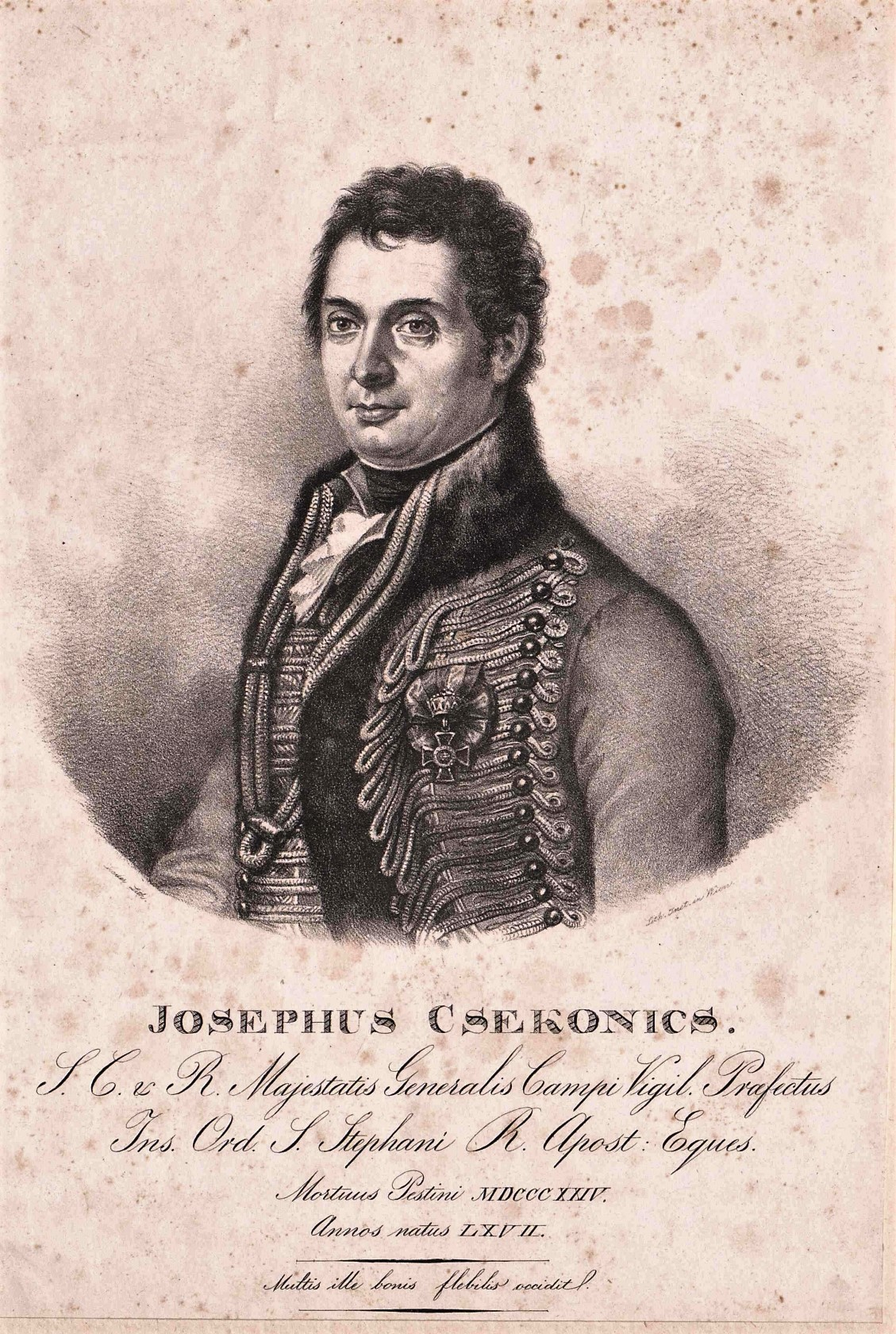
Csekonics József a Ménesintézet létrehozója

A kiemelt fontosságú beruházásnak köszönhetően szinte egyetlen periódusban kiépült a ménesbirtok teljes struktúrája. E struktúra művi alapelemei a központi létesítmény kertekkel övezett, szabályos épületkompozíciója; a centrumtól kívülre telepített, kisebb épületcsoportokból álló majorok sorozata, valamint ezeket a központtal összekötő, sugaras rendszerű, egyenes vonalú, fasorokkal szegélyezett utak rendszere. A birtokhatárt fasorok, határárkok és határutak jelölték ki. A földterület korabeli művelési módjai, a legelők, a tájat tagoló erdőfoltok, szántók stb. ma is jórészt a 18-19. századi telepítési határaik között maradtak. 1785-ben felépült két kaszárnya. 1786-ban elkészült a parancsnoki épület, a II. számú istálló, az I. számú állatkórház, egy kaszárnya, a pékműhely, a jószágigazgatóság központi istállója, a magtár, az elemi iskola, az első lovarda. Az itt dolgozók létszáma: 312 fő. Mezőhegyeshez csatolták Kamarás pusztát, majd 1787-ben a méneshez csatolták Fecskés, és az Arad vármegyei Nagy-pereg pusztákat. A ménest 4 kerületre, Mezőhegyes, Kamarás, Fecskés, Pereg, és 84 egyenként 500 magyar holdas járásra osztották. Az 1790-es években a királyi ménesbirtok alapítását követően, a ménesbirtok már hat-hétezer betanított fiatal lovat is képes volt biztosítani a hadseregnek. Mezőhegyes látta el a hadsereg remonda szükségletét. 1800-as évek elejére felépült az első tíz istálló. 1807-ben különválasztották a ménest és a gazdaságot. 1806-ban Csekonics Józsefet az inszurrekció brigadérosává nevezték ki. A gazdaság parancsnoka Hillscher Károly lett. 1809-ben felépült a mai fedett lovarda, néhány csikóistálló és a lóbélyegző akol. 1814-ben a visszaélések miatt veszteséges gazdaságot újra egyesítették a ménessel. Négy évvel később felépült az állatkórház; 1819–1820-ban felépült két újabb nagyistálló. 1815-ben a birtokot katonai törzsménessé nyilvánították, így már nem kellett folyamatosan pótló méneseket biztosítania a harcokhoz, zavaró tényező nélkül koncentrálhattak a lehető legjobb lovak kitenyésztésére. Amikor 1849. augusztus 7-én a császáriak „visszafoglalták” Mezőhegyest, letartóztatták a rebelliseket, köztük a tábori lelkészt Gonzeczky Jánost is. Haynau hadbírósága a tanúvallomások alapján felségsértés miatt vétkesnek ítélte a katonapapot. 1849 október 8-án hajnalban kivégezték.

### Magyar Királyi Állami Ménes

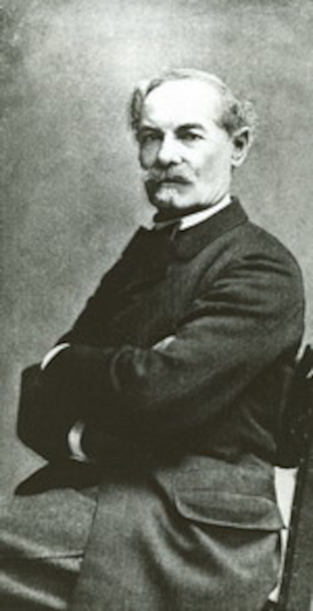
Kozma Ferenc földművelésügyi miniszteri tanácsos, aki sokat tett Mezőhegyes gazdálkodásának, ezen belül lótenyésztésének fellendítéséért

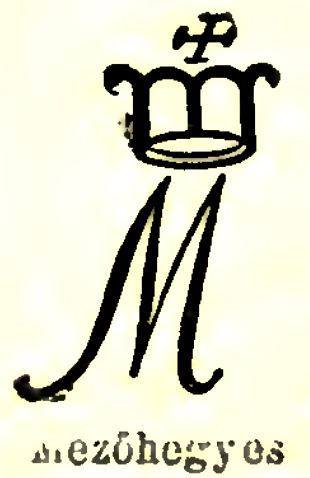
A mezőhegyesi ménesbélyeg rajza, Révai nagy lexikona. Nevesebb ménesek besütik csikóikat. Mezőhegyes (M), Bábolna (B), Trakehnen (bal combon szarvasagancs) használ ilyen jelzéseket

Az Osztrák–Magyar Monarchia ménesfelügyelőségének nevében Mengen ezredes 1869. december 28-án adta át a ménest a magyar államnak és így  megalakult a Mezőhegyes Magyar Királyi Állami Ménes (1869–1914). A ménesbirtok és a ménes irányítását 1872-től kezdődően szétválasztották egymástól. A méneskar a birtokon belül kialakította a maga külön „birodalmát”, ami a központi ménesudvarból és a külső ménesi istállókból állt. Minden ménesistálló mellett jártatópálya és legelő volt. Az abrak- és szénaellátásáról a birtok gondoskodott a vezetőség igényeinek megfelelően.  
1895 körül fejeződött be az új üzemi struktúra kialakulása Kozma Ferenc és Gluzek Gyula által kimunkált átgondolt és hosszú távú fejlesztési koncepciónak köszönhetően. 
(Mezőhegyes) Legnagyobb nevezetessége azonban a ménes, a mely körül Kozma Ferencznek oly halhatatlan érdemei vannak.  Mezőhegyes azelőtt hosszú ideig egészen katonai kezelés alatt állott, s csak mikor Kozma Ferencz 1868-ban átvette az intézetet, osztotta   kétfelé a szolgálat szervezetét. A ménesek és általán a lótenyésztés megmaradt a katonai kezelésben, a gazdaságok vezetését pedig képzett  gazdatisztek vették át. A ménes lóanyagát 1785-ben moldvai, cserkesz és holsteini kanczák alapították meg, mig apaménekül erdélyi,  lipizzai és spanyol csődörök használtattak. A létszám az első években 500 körül volt. Az angol keresztezésre való átmenetet 1816-ban  kezdték, mikor behozták az első Nonius mént, a mely megalapította a most már oly hires Nonius-törzset.
A törzsmének a központi ménesudvarban voltak elhelyezve. Gluzek Gyula 1876. és 1892. között jószágigazgatóként tevékenykedett a birtokon, amelynek gazdálkodását új alapokra helyezve Közép-Európa akkori időkhöz mért legkorszerűbb állami nagybirtokát szervezte meg. A századfordulóra Európa egyik legmodernebb, legnagyobb mezőgazdasági üzeme épült ki saját telefon-, távíró- és kisvasúthálózattal, ipari üzemekkel, mint a kendergyár, cukorgyár, fa- és állatifehérje-feldolgozó, malom, vágóhíd, szeszgyárak, szeszfinomítók. A birtoknak saját templomai, óvodái, iskolái, kórháza, gyógyszertára és az időseknek külön otthona épült.

### Mezőhegyesi Állami Mén- és Méncsikó telep
A ménesbirtok fejlődése töretlen volt a második világháborúig, annak során azonban súlyos veszteségek érték. 1945. január 1-én teljes mélypontról kezdődött újra a gazdálkodás. A talpra állás időszaka az 1960-as évekig tartott. Az egykori katonai ménesben 1950-ben újraindult a tenyésztői munka. Új neve Mezőhegyesi Állami Mén- és Méncsikó telep lett. A gazdaság 1951-ben ismét új nevet kapott: Törzsállattenyésztő Állami Gazdaság. 1961-ben a gazdaságot ágazati rendszerben szervezték át, s egyidejűleg ismét új nevet kapott: Mezőhegyesi Állami Gazdaság. A következő évben az Állami Gazdasághoz csatolták a méntelepet (az egykori katonai ménest). 1963-ban ismét kerületi rendszerbe osztották fel a gazdaságot (6 kerület). A birtok – a bánkúti és a dombegyházi állami gazdaságoknak a ’70-es években történt hozzácsatolásával – állami gazdaságként, majd a mezőhegyesi cukorgyárral 1981-ben végrehajtott egyesítés után mint mezőgazdasági kombinát, tipikusan szocialista nagyüzemként működött. A kombinát területe a rendszerváltást követő átalakulás idején 18.168 hektárnyi volt, amelyből a szántóterület 15.880 ha-t tett ki. A termelési szerkezet négy fő növény termesztésére, négy állatfaj tenyésztésére és a megtermelt, illetve termeltetett alapanyagok részbeni feldolgozására épült.

### Állami Ménesbirtok Rt.
1992. december 31-ével a mezőhegyesi kombinát többségi állami tulajdonban lévő részvénytársasággá alakult át. A kárpótlások miatt a birtok területe több mint 5.400 hektárral csökkent. A megmaradt terület 11.151 hektár lett, amelyből 8.864 hektár szántó. 1994 végére a birtok gazdálkodása normalizálódott, és már nyereséget termelt. A ménesbirtok 20. századi történetében a legnagyobb változást a 2004 márciusában született kormányhatározat eredményezte, amely arról döntött, hogy a birtok részvényeit értékesítették, ugyanakkor a hagyományőrző tevékenységnek, a lótenyésztésnek állami kézben kellett maradnia, ezért ez utóbbi ágazat Mezőhegyesi Állami Ménes Kft. elnevezéssel állami tulajdonú társasággá alakult, amelynek feladata a több mint 220 éves múltra visszatekintő lótenyésztés sikeres folytatása volt. A magánosított gazdaság Mezőhegyesi Ménesbirtok Rt. néven működött tovább. Fő tevékenysége a szántóföldi növénytermesztés, a vetőmag-termesztés és - feldolgozás, a szarvasmarha-tenyésztés és tejtermelés, valamint az erdő- és vadgazdálkodás volt 9.862 haösszterületen, amelyből szántóterület 8.067 ha volt.

### Nemzeti Ménesbirtok és Tangazdaság Zrt.
2017-ben a kormány elhatározta, hogy saját céget alapít a területen, ekkor alakult meg a Nemzeti Ménesbirtok és Tangazdaság Zrt, amelynek az ágazatai: Növénytermesztés(vetőmag); Lótenyésztés (magyar sportló); szarvasmarha tenyésztés (1975. Holstein-fríz tejelő); szolgáltatás (turizmus). 2019-ben 15 milliárdos fejlesztést hajtanak végre és  Magyarország legmodernebb szarvasmarha-telepe épül, amelyben mintegy 1100 tejelőmarhát tartanak majd. A Nemzeti Ménesbirtok és Tangazdaság Zrt. aranytörzskönyves tehenei, Princ, Biboldó és Szeles 2018-ban érték el az álomhatárt, az életük során adott 100.000 kilogrammos teljesítményt. A tervek szerint a megújulást követően Európa legrégebbi állami birtoka a Ménesbirtok mindenki számára nyitott, transzparens és látogatható lesz.

## Világörökség várólistán

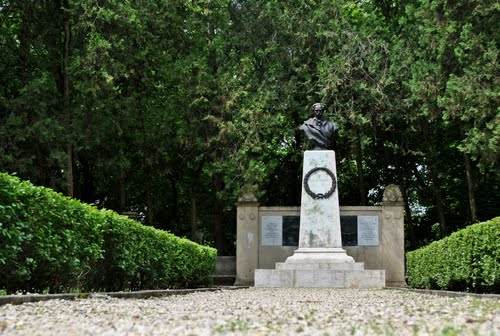
A Kozma Ferenc emlékműve Mezőhegyesen

A világörökségi várományosi helyszínbe tartozó épületegyüttes elemei az alábbiak:

### Ménesközpont épületegyüttese
- Északi	diadalív, északi kapu, 1807, Hild János; hrsz.: 725/2, 3; 726
- Északi	reprezentatív kaszárnya, 1785-90, Jung József; hrsz.: 726
- Ménesparancsnoki	épület irodaháza, 1785-90, Jung József; hrsz.: 704
- Központi	méntelep:központi istálló, 1807, Hild János; hrsz.: 729; fedett	lovarda, 1809, Hild János; 730
- Déli	reprezentatív kaszárnya, 1785-90, Jung József; hrsz.: 704
- Déli	nagy diadalív, déli kapu, 1807, Hild János; hrsz.: 725/1, 2
- Központi	magtár, 1805 körül, Hild János; hrsz.: 672/13, 14, 15; 677/1
- Hangai	vendégfogadó, 1789, Jung József; hrsz.: 620/4, 6

### Fecskés Puszta – Ómezőhegyes
- Öregcsűr,	magtár, gabonaforgalmi tárház, 1796-1810 k.; Hild János; hrsz.:	881
- Ómezőhegyesi	ménesudvar istállóépületei (18-as major), 1805 k., Hild János;	hrsz.: 1018/7,8,9,10,11,12

### Fecskés Puszta – Külsőfecskéspuszta
- Zabsiló-torony	(81-es major, esetleg 79-es major), 1830; hrsz.: 0563/24 (volt	038/1)

### Fecskés Puszta – Komlósfecskéspuszta[30]
- Magtár	(6-os major), 1805 k., Hild János; hrsz.: 0457/46
- Pereg	Puszta – Árokospuszta:
- Zabsiló-torony	(39-es major), 1830; hrsz.: 056/7
- Istálló	(39-es major), 1805 k.; hrsz.: 056/24 (védett utódingatlanon álló,	nem nevesített emlék)

### Pereg Puszta – Belsőperegpuszta

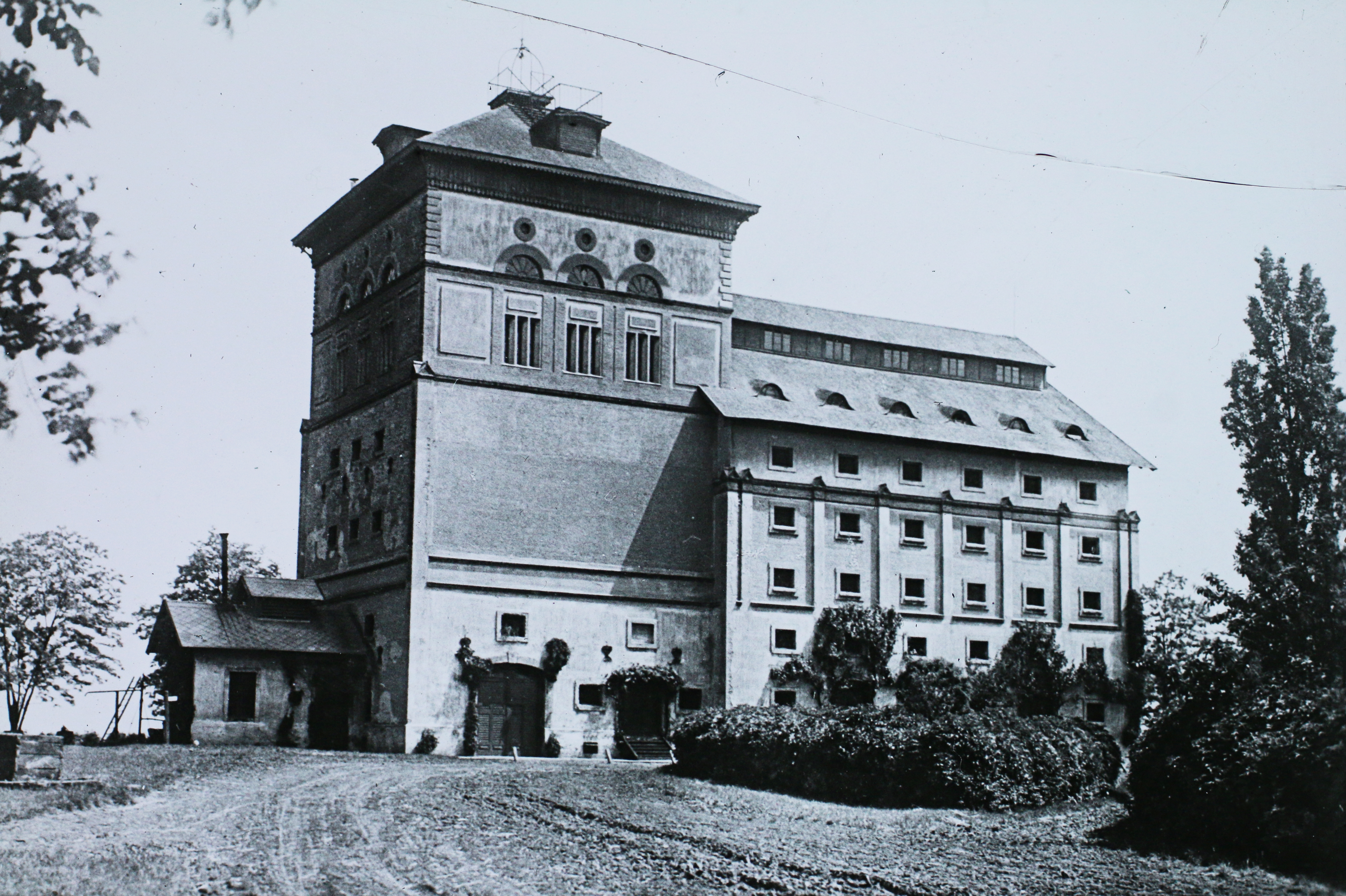
Belsőperegpuszta, Gluzek Gyula elevátor-magtár (1912)

- Zabsiló-torony	(56-os major), 1830; hrsz.: 0203/40
- Gluzek	Gyula elevátor-magtár (57-es major), 1888; hrsz.: 0185/1
- Magtár	(57-es major), 1805 k.; hrsz.: 0191/21 (védett utódingatlanon	álló, nem nevesített emlék)

### Pereg Puszta – Külsőperegpuszta
- Istálló	(48-as major), 1805 k.; hrsz.: 0121/6 (védett utódingatlanon álló,	nem nevesített emlék)

### Kamarás Puszta – Csatókamarás
- Zabsiló-torony	(66-os major), 1830; hrsz.: 037/2 (esetleg 0369/5)[31]

## Lótenyésztés
A magyar lófajtákat Bábolnán, Mezőhegyesen, Kisbéren, Szilvásváradon és a Hortobágyon több évtized gondos és szakszerű tenyésztői munkájával hozták létre.
Az 1800-as évek elején Napóleon seregei elől Mezőhegyesre telepítették át a ménest Lipicáról. A közel hét évtizedes mezőhegyesi tenyésztés és tartás után a lipicaiakat Mezőhegyesről 1874/75-ben áttelepítették Erdélybe, Fogarasra.
A Nóniusz, Gidrán, Furioso-north star lófajták Mezőhegyesen lettek kitenyésztve a Monarchia hadserege számára.  Mezőhegyesen 1945 után újból nekiláttak a fajták regenerálásának. A Magyar Országgyűlés a 32/2004. (IV. 19.) OGY határozatában a mezőhegyesi Nóniusz, a Gidrán, a Furioso-North Star fajtákon kívül a Lipicai, a Kisbéri félvér, a Shagya-arab, a Hucul és a Magyar hidegvérű lófajtákat is nemzeti kinccsé nyilvánította.
Az 1097/2016. (II. 29.) Korm. határozat szerint elkezdődött a Ménesbirtokon található lóállomány profiltisztítása. 2019-től kezdődően indult meg a mezőhegyesi eredetű történelmi magyar lófajták: a nóniusz, gidrán, furioso-north star és a magyar sportló fajta teljes revitalizációjának folyamata.

### Nóniusz

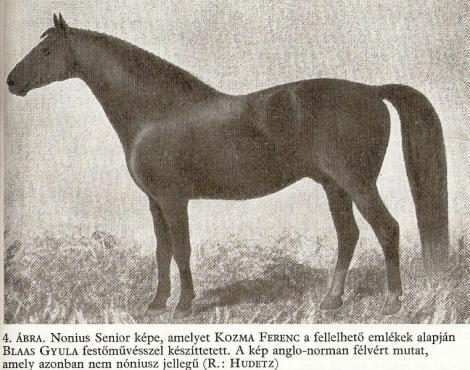
„Nonius Senior”, a fajta "ősapja", aki 17 éven át állt tenyésztésben, festmény

Nonius Seniort, a Calvadosban, a rostiéres-i ménesben született világospej mént, az osztrák hadak a francia csapatoktól zsákmányolták, akinek az apja angol telivér, az anyja pedig normandiai kanca volt. Nonius Senior vérvonalához tartozó lovakat még sokáig „normand fajúaknak" nevezték annak ellenére, hogy a Nónius Senioron kívül semmilyen normandiai származású kanca vagy mén nem került Mezőhegyesre, és a normand vérhányad sem haladta meg az 1,6 %- ot. A zsákmányolt katonaló 1816-tól tizenhét évig állt a tenyésztésben Mezőhegyesen és a fedezésekből 79 mén és 122 kancacsikó született. A mezőhegyesi tenyészetből az 1890. évi párizsi világkiállításon egy törzsmén, Nonius XXXVI. elnyerte a legmagasabb kitüntetést, a „tökéletes ló” címet. Fajtatiszta Nóniusz állomány Magyarországon kívül Romániában, Jugoszláviában és Bulgáriában található.

### Furioso - North star
1836-tól a pej színű,  angol telivér Furioso és 1852-től a szintén angol telivér North Star is külön ménest kapott. A kettő keresztezéséből született meg a külön fajtának elismert mezőhegyesi félvér, azaz a furioso-north star. A furioso-north star tenyésztése 1841-ben kezdődött el. A két törzsalapító vévonalában közös ősök találhatóak, ezért a furioso kancákat north star ménekkel és viszont fedeztették. A furioso-north star  ménest 1960-ban elköltöztették. Először a Nagykunsági Állami Gazdaságba, majd a megmaradt törzsállomány töredéke alkotta Kiskunsági Állami Gazdaság törzsménesét. Az apajpusztai ménes adta rövidesen az ország legeredményesebb díjugrató lovait.

### Gidrán

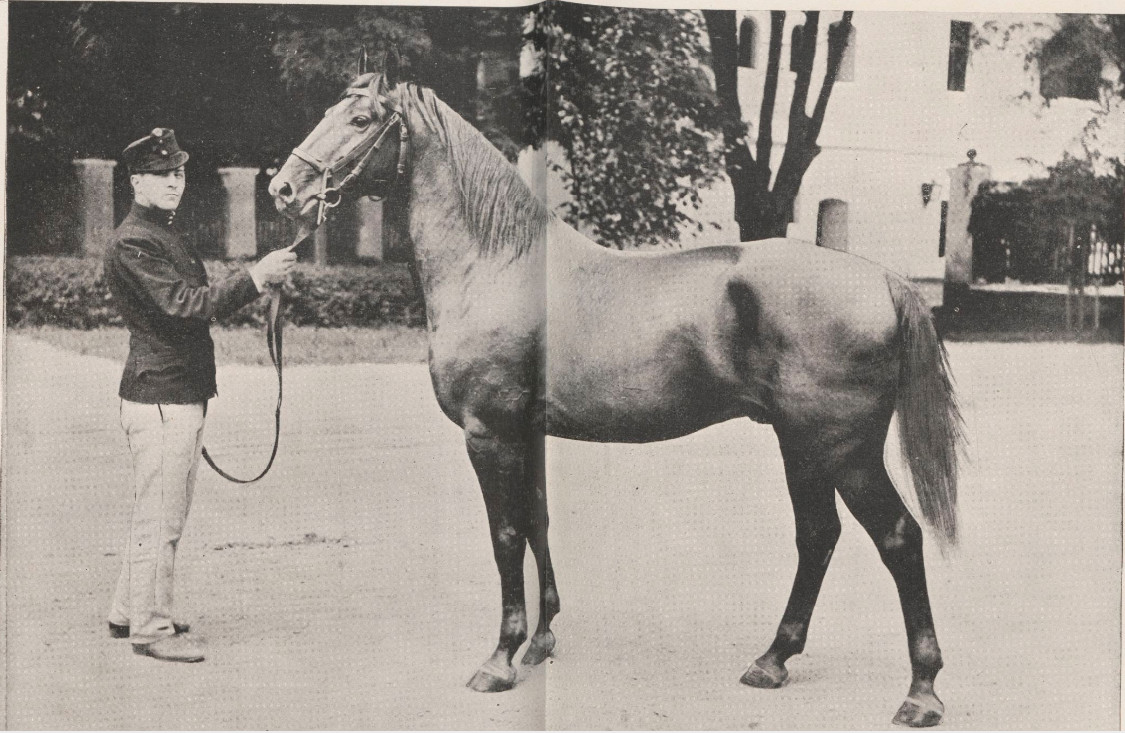
„Gidran XL-10” fotója (1901), Mezőhegyes

„Gidrán  Senior” mént, 1816-ban báró Fechtig Egyiptomban vásárolta, majd 1818-ban Bábolnára osztották be. A Bábolnáról  Mezőhegyesre  került ivadékok közül főként Gidrán II és az 1825-ös születésű Gidrán VII. játszottak főbb szerepet az arab eredetű gidrán törzs létrejöttében.  Az 1873-ban megrendezett bécsi világkiállításon szerepelt a „Gidrán XXXI” törzsmén a magyar állami méneseket képviselve, ettôl a méntôl származtatják a  Gidrán A genealógiai vonalat.
A sárvári ménes 1958-ban Mezőhegyesről 28 eredeti gidrán kancát kapott, majd 1961-ben Bábolnáról 35 kisbéri fajta kancát évjárati csikóikkal együtt. A sárvári ménesben a gidrán kancákkal és a méntelepeken fellelt ménekkel kezdődött a fajta regenerálása. A Magyar Országgyűlés 2016-ban hozott törvénye értelmében 2017-ben a gidrán fajtát visszatelepítették Mezőhegyesre és 2018-ban megszületett az első gidrán csikó.

### Mezőhegyesi sportló
A Mezőhegyesi sportló magyar sportló néven is ismert.